# Palača Tullgarn
Palača Tullgarn (švedsko Tullgarns slott) je kraljeva poletna palača v provinci Södermanland, južno od Stockholma na Švedskem. Zgrajena v 1720-ih, palača ponuja mešanico rokokojskega, gustavijanskega in viktorijanskega sloga. Notranje oblikovanje velja za eno najlepših na Švedskem.
Palača Tullgarn je povezana predvsem s kraljem Gustavom V. in kraljico Viktorijo, ki sta tu preživljala poletja konec 19. in v začetku 20. stoletja. Vendar pa je bila palača prvotno zgrajena za vojvodo Frederika Adolfa v 1770-ih. Ker je bila Tullgarn priljubljena poletna palača švedske kraljeve družine, palača hrani lepe primere notranjosti iz različnih obdobij in osebnih slogov, kot je majhen salon, okrašen v 1790-ih, zajtrkovalnica v južnonemškem renesančnem slogu iz 1890-ih in Gustavova cigarna soba, ki je od njegove smrti leta 1950 ostala večinoma nedotaknjena.

## Zgodovina
Leta 1719 je bil porušen stari renesančni grad iz poznega 16. stoletja. Novoimenovani tajni svetnik Magnus Julius De la Gardie, ki je imel zaradi poroke s Hedvigo Catharino Lillie v lasti veliko bogastvo, je naročil arhitektu Josephu Gabrielu Destainu, naj zasnuje sedanjo palačo, zgrajeno med letoma 1720 in 1727. Dvorišče je odprto proti morju in je sedanjo podobo dobilo v 1820-ih. Zgledoval se je po vrtu Logården v Stockholmski palači.
Leta 1772 je Tullgarn prevzela krona in palača je postala kraljeva rezidenca. Posestvo je dobil vojvoda Frederik Adolf, najmlajši brat kralja Gustava III. Med letoma 1778 in 1793 je Friderik Adolf tam živel s svojo ljubico Sophie Hagman, številne epizode iz tega obdobja pa so ohranjene kot Tullgarnsmminnena, spomini na Tullgarn. Friderik Adolf je palačo posodobil v neoklasicističnem slogu in krilom dodal še eno nadstropje, s čimer je palača dobila ravno streho v italijanskem slogu. Notranjost je eden najlepših primerov gustavijanskega sloga na Švedskem. Med sodelujočimi oblikovalci so bili Louis Masreliez, Jean Baptiste Masreliez, Per Ljung in Ernst Philip Thoman. Številne notranjosti, ustvarjene v tistem času, so danes ohranjene v svoji prvotni obliki.
Po smrti Friderika Adolfa je bila palača dodeljena njegovi sestri, princesi Sofiji Albertini, ki je v njej preživela vsa poletja do svoje smrti leta 1829. Naslednje leto je bila dodeljena prestolonasledniku, bodočemu Oskarju I. Švedskemu, in je med njegovo vladavino služila kot poletna rezidenca švedskega kraljevega dvora.
Kralj Gustaf V. (takratni prestolonaslednik) je leta 1881 prevzel Tullgarn in skupaj s svojo soprogo Viktorijo izvedel obsežne spremembe. Glavna stavba je bila okrašena bolj kot moderna funkcionalna poletna rezidenca kot kraljeva palača za razvajanje. Velik del sedanje notranjosti izvira iz časa kralja Gustafa V. in kraljice Viktorije, vključno s preddverjem, katerega stene so prekrite z ročno poslikanimi nizozemskimi ploščicami. Zajtrkovalnica je opremljena kot južnonemška pivnica Bierstube, kar morda odraža dejstvo, da je kraljica Viktorija prihajala iz Badna v južni Nemčiji. Kraljevi par je palačo uporabljal kot svojo poletno rezidenco. Leta 1924 je v Tullgarnu bival etiopski prestolonaslednik Ras Tafari (kasneje cesar Haile Selassie I.).